# Proclamación de la Segunda República española

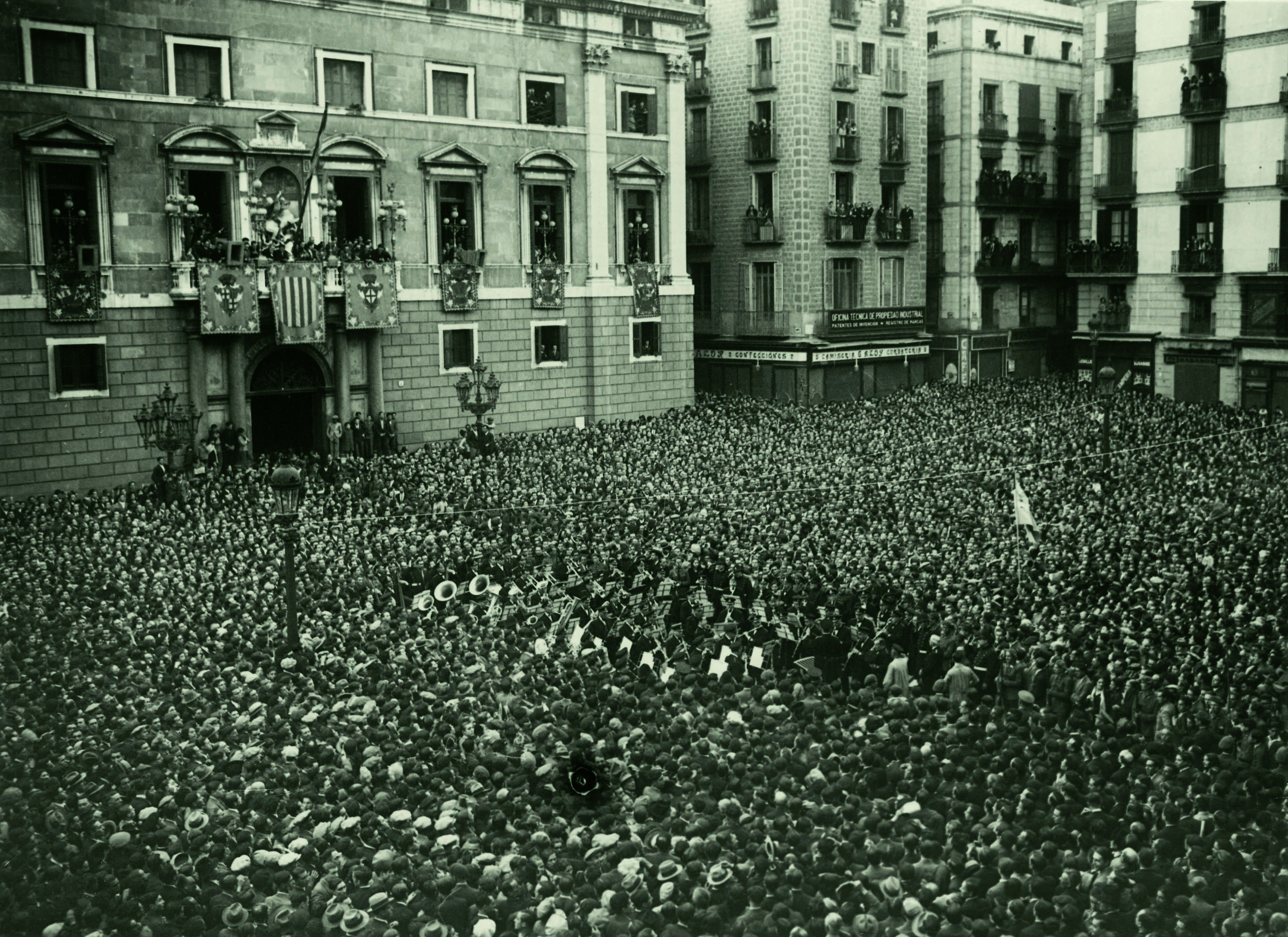
Proclamación de la Segunda República en la plaza de San Jaime de Barcelona.

La proclamación de la Segunda República española consistió en la instauración el 14 de abril de 1931 del nuevo régimen político republicano que sucedió a la monarquía borbónica de Alfonso XIII, que había quedado «deslegitimada» al haber permitido la dictadura de Primo de Rivera (1923-1930) fracasada en su intento de vuelta a la «normalidad constitucional» con la dictablanda del general Berenguer (1930-1931). Para el poeta Antonio Machado «¡Aquellas horas, Dios mío, [estuvieron] tejidas todas ellas con el más puro lino de la esperanza, cuando unos viejos republicanos izamos la bandera tricolor en el Ayuntamiento de Segovia!».
España en 1931 constituye un caso único en la historia, pues nunca se había producido la caída de una monarquía «como consecuencia inmediata de los resultados de unas elecciones no convocadas con tal finalidad». También lo fue porque el cambio de régimen se produjo de forma pacífica y en orden, sin que se produjera ningún tipo de altercado. Así lo constató la prensa monárquica —«Hay que reconocer y hay que felicitarse del orden y de la tranquilidad con que se ha verificado el cambio de régimen», publicó El Tiempo— y así lo destacó el escritor y concejal republicano Miguel de Unamuno desde el balcón del Ayuntamiento de Salamanca en el momento de proclamar la República en la ciudad: «Vosotros, a los que se os ha llamado "chusma encanallada", habéis dado un hermoso ejemplo de ciudadanía manteniendo el orden contra "los del orden", que no era más que el desorden organizado».

## La dictablanda del general Berenguer
La dictablanda del general Berenguer fue el último periodo de la Restauración caracterizado por el gobierno del general Dámaso Berenguer nombrado por el rey Alfonso XIII en enero de 1930 para que restableciera la «normalidad constitucional» tras la dictadura de Primo de Rivera, y al que siguió el breve gobierno del almirante Juan Bautista Aznar, entre febrero y abril de 1931, que daría paso a la Segunda República Española. El término «dictablanda» fue utilizado por la prensa para referirse a la indefinición del gobierno de Berenguer, que ni continuó con la dictadura anterior, ni restableció plenamente la Constitución de 1876, ni mucho menos convocó elecciones a Cortes Constituyentes como exigía la oposición republicana.
El día 17 de agosto de 1930 tuvo lugar el llamado Pacto de San Sebastián, una reunión promovida por la Alianza Republicana en la que al parecer (ya que no se levantó acta escrita de la misma) se acordó la estrategia para poner fin a la monarquía de Alfonso XIII y proclamar la Segunda República. A la reunión asistieron, según consta en la nota oficiosa hecha pública al día siguiente, por la Alianza Republicana, Alejandro Lerroux, del Partido Republicano Radical, y Manuel Azaña, del Grupo de Acción Republicana; por el Partido Radical-Socialista, Marcelino Domingo, Álvaro de Albornoz y Ángel Galarza; por la Derecha Liberal Republicana, Niceto Alcalá-Zamora y Miguel Maura; por Acción Catalana, Manuel Carrasco i Formiguera; por Acción Republicana de Cataluña, Matías Mallol i Bosch; por Estat Català, Jaume Aiguader; y por la Federación Republicana Gallega, Santiago Casares Quiroga. A título personal también asistieron Indalecio Prieto, Felipe Sánchez Román, y Eduardo Ortega y Gasset, hermano del filósofo. Gregorio Marañón no pudo asistir, pero envió una «entusiástica carta de adhesión».
En octubre de 1930 se sumaron al Pacto, en Madrid, las dos organizaciones socialistas, el PSOE y la UGT, con el propósito de organizar una huelga general que fuera acompañada de una insurrección militar que  metiera a «la Monarquía en los archivos de la Historia», tal como se decía en el manifiesto hecho público a mediados de diciembre de 1930. Para dirigir la acción se formó un comité revolucionario integrado por Niceto Alcalá-Zamora, Miguel Maura, Alejandro Lerroux, Diego Martínez Barrio, Manuel Azaña, Marcelino Domingo, Álvaro de Albornoz, Santiago Casares Quiroga y Luis Nicolau d'Olwer, por los republicanos, e Indalecio Prieto, Fernando de los Ríos y Francisco Largo Caballero, por los socialistas.

### La sublevación de Jaca
El comité revolucionario republicano-socialista, presidido por Alcalá Zamora, que celebraba sus reuniones en el Ateneo de Madrid, preparó la insurrección militar que sería arropada en la calle por una huelga general. Este recurso a la violencia y a las armas para alcanzar el poder y cambiar un régimen político lo habría legitimado el propio golpe de Estado de 1923 que trajo la dictadura de Primo de Rivera con la aprobación del rey.
Sin embargo, la huelga general no llegó a declararse y el pronunciamiento militar fracasó, fundamentalmente porque los capitanes Fermín Galán y Ángel García Hernández sublevaron la guarnición de Jaca el 12 de diciembre, tres días antes de la fecha prevista. Los dos capitanes insurrectos fueron sometidos a un consejo de guerra sumarísimo y fusilados. Este hecho movilizó extraordinariamente a la opinión pública en memoria de los dos "mártires" de la futura República.

## Las elecciones municipales del domingo 12 de abril de 1931

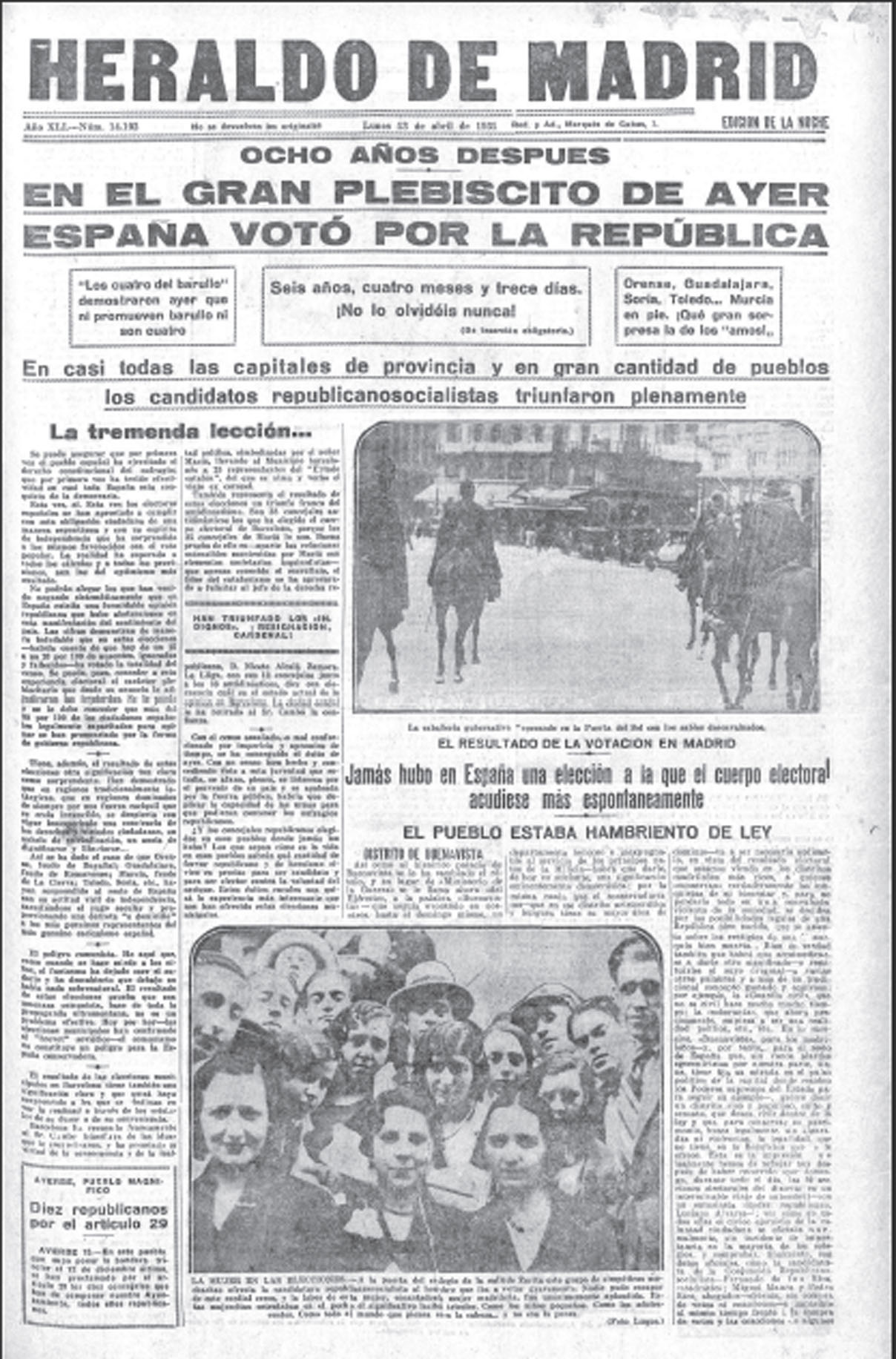
Portada del Heraldo de Madrid del 13 de abril de 1931.

En febrero de 1931 el rey Alfonso XIII puso fin a la "dictablanda" del general Berenguer y nombró nuevo presidente al almirante Juan Bautista Aznar, que propuso un nuevo calendario electoral: se celebrarían primero elecciones municipales el domingo 12 de abril, y después elecciones a Cortes que tendrían «el carácter de Constituyentes», por lo que podrían proceder a la «revisión de las facultades de los Poderes del Estado y la precisa delimitación del área de cada uno» (es decir, reducir las prerrogativas de la Corona) y a «una adecuada solución al problema de Cataluña». La mayoría de las formaciones políticas entendieron que las elecciones eran un plebiscito sobre la Monarquía.
Los partidos monárquicos estaban tan convencidos de que lograrían la victoria recurriendo a los viejos métodos de la Restauración borbónica en España que prácticamente no hicieron campaña electoral. En realidad sólo la primorriverista Unión Monárquica Nacional defendió la necesidad de salir a la calle para movilizar a los partidarios de la monarquía y en su periódico La Nación abundaron los eslóganes para alentar el voto monárquico con el argumento de que había que impedir la supuesta catástrofe que se avecinaba si ganaban las candidaturas republicanas: «¡Españoles! Si no queréis que España se hunda en el caos soviético, votad por la Monarquía». El gobierno, por el mismo motivo que los partidos del turno, también confiaba en el triunfo de las candidaturas monárquicas. Los informes que recibía de los gobernadores civiles así se lo aseguraban. Se perderían las elecciones en algunas capitales por poca diferencia, pero «podía darse por seguro que en la mayoría de ellas, y en España en general, se ganarían».
Hacia las cinco y media de la tarde del domingo 12 de abril la mayoría de los ministros del gobierno del almirante Aznar acudieron a la Puerta del Sol, sede del Ministerio de la Gobernación para conocer de primera mano los resultados de las elecciones conforme fueran llegando. Las primeras noticias fueron positivas —en las zonas rurales había más concejales monárquicos que republicanos— pero pronto se convirtieron en «desastrosas» —en palabras del marqués de Hoyos, ministro de la Gobernación— cuando se conocieron las votaciones de los pueblos importantes y de las capitales de provincia: las candidaturas republicano-socialistas habían ganado en 42 de las 50 capitales. Era la primera vez en la historia de España que un gobierno era derrotado en unas elecciones. De las 8 capitales ganadas por los monárquicos (Vitoria, Ávila, Burgos, Palma de Mallorca, Las Palmas, Lugo, Pamplona y Cádiz), en al menos una de ellas, Cádiz, pareció bastante claro que se había producido una cacicada: 40 concejales para la candidatura monárquica y 0 para la republicano-socialista. En Madrid, los concejales republicanos triplicaban a los monárquicos, y en Barcelona los cuadruplicaban. En la capital, los monárquicos no lograron ganar en ninguno de los distritos, incluidos los barrios acomodados, lo que constituyó una gran sorpresa.

### Reunión informal del Gobierno en el Ministerio de la Gobernación con la presencia del director de la Guardia Civil
Los ministros reunidos en el Ministerio de la Gobernación fueron conscientes de la trascendencia de los resultados que iban dando la victoria a las candidaturas republicanas-socialistas en la capitales de provincia y en el resto de las ciudades. Allí había acudido también el director general de la Guardia Civil, el general José Sanjurjo. En un momento determinado el ministro de Estado, conde de Romanones, le preguntó sobre «el estado de ánimo de la Benemérita» y su respuesta fue: «Hasta ayer, sábado, por la tarde respondía de ella absolutamente; después de estas elecciones...» (encogiéndose de hombros). El historiador Carmelo Romero Salvador concluye: «Si algo les quedó claro a todos los ministros aquella misma tarde del 12 de abril en Gobernación fue que, para mantener la monarquía, no podían contar con la Guardia Civil».

## El lunes 13 de abril
En la madrugada del 13 de abril el ministro de la Guerra, Dámaso Berenguer, envió un telegrama a todos capitanes generales en el que daba por sentada la victoria de las candidaturas republicanas-socialistas («las elecciones municipales han tenido lugar en toda España con el resultado que por lo producido en la propia Región de V.E. puede suponer») y en el que les decía que no debían oponerse al «curso lógico que les imponga [a los destinos de la Patria] la suprema voluntad nacional». «En momentos de tal trascendencia no se ocultará a V.E. la absoluta necesidad de proceder con la mayor serenidad por parte de todos, con el corazón puesto en los sagrados intereses de la Patria, que el Ejército es el llamado a garantizar siempre y en todo momento», añadía. El único general que se ofrecerá al rey personalmente para mostrarle su apoyo y ofrecerle sus servicios fue José Cavalcanti, uno de los instigadores, como miembro del Cuadrilátero, del golpe de Estado de Primo de Rivera de 1923.
A primera hora de la mañana el conde de Romanones, ministro de Estado, se entrevistaba con el rey para trasladarle su opinión de «que todo estaba perdido», a lo que Alfonso XIII le contestó: «Yo no seré un obstáculo en el camino que haya que tomar; pero creo que aún hay varios caminos». Casi al mismo tiempo el ministro de Trabajo Gabriel Maura Gamazo reunió en su despacho al grupo dirigente del maurismo, entre ellos Antonio Goicoechea, y todos acordaron que había que formar un nuevo Gobierno que convocara Cortes Constituyentes y que el rey debía expatriarse, durante un tiempo por lo menos. Para atraerse a los republicanos, iban a proponer el adelanto de las elecciones generales al 10 de mayo y, si las volvían a ganar las candidaturas antidinásticas, el rey declinaría sus poderes. La propuesta fue trasladada a Palacio por Honorio Maura Gamazo.
A las diez y media de la mañana el almirante Aznar, presidente del gobierno, entraba en el Palacio de Oriente para entrevistarse con el rey. Preguntado por los periodistas sobre si habría crisis de gobierno, Aznar contestó:

¿Que si habrá crisis? ¿Qué más crisis desean ustedes que la de un país que se acuesta monárquico y se despierta republicano?

El gobierno, «absolutamente desconcertado ante los resultados», se reunió por la tarde con carácter de urgencia, y en seguida «afloraron las profundas diferencias existentes sobre cómo afrontar la situación». El ministro de Fomento, el conservador Juan de la Cierva, defendió la resistencia: «Hay que constituir un gobierno de fuerza, implantar la censura y resistir». Le apoyó el también conservador Gabino Bugallal, pero el resto de ministros, encabezados por el liberal conde de Romanones, propusieron, y esa fue la opinión que se impuso, que el rey abriera consultas para formar otro gobierno, y que fuera este el que convocara elecciones con un sentido plenamente plebiscitario, aunque muchos de ellos estaban convencidos de que todo estaba perdido, sobre todo cuando se fueron recibiendo las respuestas titubeantes de los capitanes generales al telegrama que les había enviado la noche anterior el ministro de la Guerra, el general Dámaso Berenguer. El único que puso reparos al contenido del telegrama fue el ministro La Cierva porque en él no se invocaba «el poder legítimo del Gobierno del rey, sino la soberanía nacional», pero el resto de ministros no le secundaron. Gabriel Maura afirmó durante la reunión: «Yo tengo el sentimiento de manifestar que después de la elección de ayer, me parece ilegítima la Monarquía Española».
Alfonso XIII, que «se mostraba relativamente tranquilo», le ofreció el gobierno a los líderes monárquicos «constitucionalistas», pero todos ellos lo rechazaron, porque ya era demasiado tarde. Miguel Villanueva declaró tras entrevistarse con el monarca: «Al rey le he dicho, con toda cortesía, que no le quedaba otro recurso que obedecer la voluntad del pueblo, ausentándose de España, renunciar ante el poder constituyente y que de esta forma se cumpla el ideal de la nación. "No le queda a usted, Señor —le he dicho—, sino acatar la voluntad del país y obedecerla ciegamente"». Melquíades Álvarez se mostró todavía más categórico: «He dicho que el rey debe obedecer la voluntad nacional. No hay modo de formar unas Cortes constituyentes porque esas son las municipales actuales. ¿Otro plebiscito? Eso es una sutileza jurídica para hacer un Gobierno de treinta días que vivirá entre disturbios, provocados con razón. ¿Que qué Gobierno debe formarse? El republicano que ya está constituido. El título de legitimidad lo tiene en el sufragio, lo que no tenía la Restauración cuando se impuso». Por su parte Ángel Ossorio y Gallardo ni siquiera consideraba viable el recurso a la abdicación en favor del príncipe de Asturias Alfonso de Borbón y Battenberg: «No se engañe nadie. Se ha perdido la oportunidad. Esa renuncia hace seis meses pudo ser el modo de buscar un plebiscito. Hoy sería la artimaña para burlar el ya conseguido». Desde su exilio en París, Santiago Alba también consideró inviable la abdicación en el príncipe de Asturias porque «padecería de los inconvenientes del "statu quo" y no tendría ninguna de las ventajas que pudieran encontrar en él los servidores incondicionales de la Monarquía». «Nosotros liberales, demócratas, constitucionalistas no tenemos más que una ruta a contemplar: la trazada soberanamente el domingo por el voto de la nación», concluyó.
Al mismo tiempo, Alfonso XIII encargó una misión específica al ministro Gabriel Maura: que intentara contactar con su hermano Miguel Maura, que era miembro del «comité revolucionario» republicano-socialista, para conocer cuáles eran las pretensiones exactas de los republicanos. El marqués de Cañada Honda acudió a casa de Miguel Maura, pero este se mantuvo firme en su postura de pedir la abdicación del rey. A la propuesta de adelantar las elecciones generales al 10 de mayo y de que si las volvían a ganar las candidaturas republicanas el rey declinaría sus poderes, Miguel Maura contestó que ya era demasiado tarde «para fórmulas de compromiso». «La calle... en plena efervescencia, con banderas y cantos, descontaba y festejaba el triunfo total de la causa republicana», escribió Miguel Maura.
Coincidiendo con la reunión del Gobierno, el «comité revolucionario» republicano-socialista había hecho público esa misma tarde un comunicado en el que decía que el resultado de las elecciones había sido «desfavorable a la Monarquía y favorable a la República» y anunciaba su propósito de «actuar con energía y presteza a fin de dar inmediata efectividad a [los] afanes implantando la República». A esas horas las calles de Madrid comenzaban a ser ocupadas por grupos de personas que portaban la bandera tricolor y entonaban el himno de Riego. Por la noche corrió el rumor por la capital de que Alfonso XIII había abandonado la ciudad para dirigirse a la frontera, por lo que se celebraron algunas manifestaciones espontáneas para festejar la marcha del rey.

## El martes 14 de abril

### La madrugada del 14 de abril
En la madrugada del lunes al martes el conde de Romanones envió una nota al rey en la que le pedía que por la mañana reuniera al Consejo de ministros y «el mismo reciba la renuncia del Rey». Esa misma madrugada el rey telefoneó al subsecretario del Ministerio de la Gobernación, Mariano Marfil, para exigirle que disolviera la concentración que se había formado en la Puerta del Sol, pero este le contestó que el capitán al mando le había dicho que no «puede ordenar a la fuerza que salga, porque los soldados no le obedecerían». «Es lo que me quedaba por saber», le respondió el rey. Al rato le vuelve a llamar para que le busque una ruta de salida segura para abandonar España (que será la de Cartagena) y para que le prepare un coche de escolta para la tarde. Marfil, a continuación, habló con el general Sanjurjo, director general de la Guardia Civil.
La (fallida) proclamación de la República en Vigo
Tal y como dejó escrito en sus memorias el marqués de Hoyos, entonces ministro de Gobernación, se izó la bandera tricolor a la 1:00 del 14 de abril en la casa consistorial de Vigo. A esas horas, miles de personas se habían congregado en las calles y en varios cafés de la ciudad sonó La Marsellesa como símbolo de los valores republicanos. La proclamación la hicieron simpatizantes republicanos que entraron en la casa consistorial burlando la seguridad. Sin embargo, la bandera fue retirada por la Guardia Civil alrededor de la 1:45.

### La proclamación de la República en Éibar

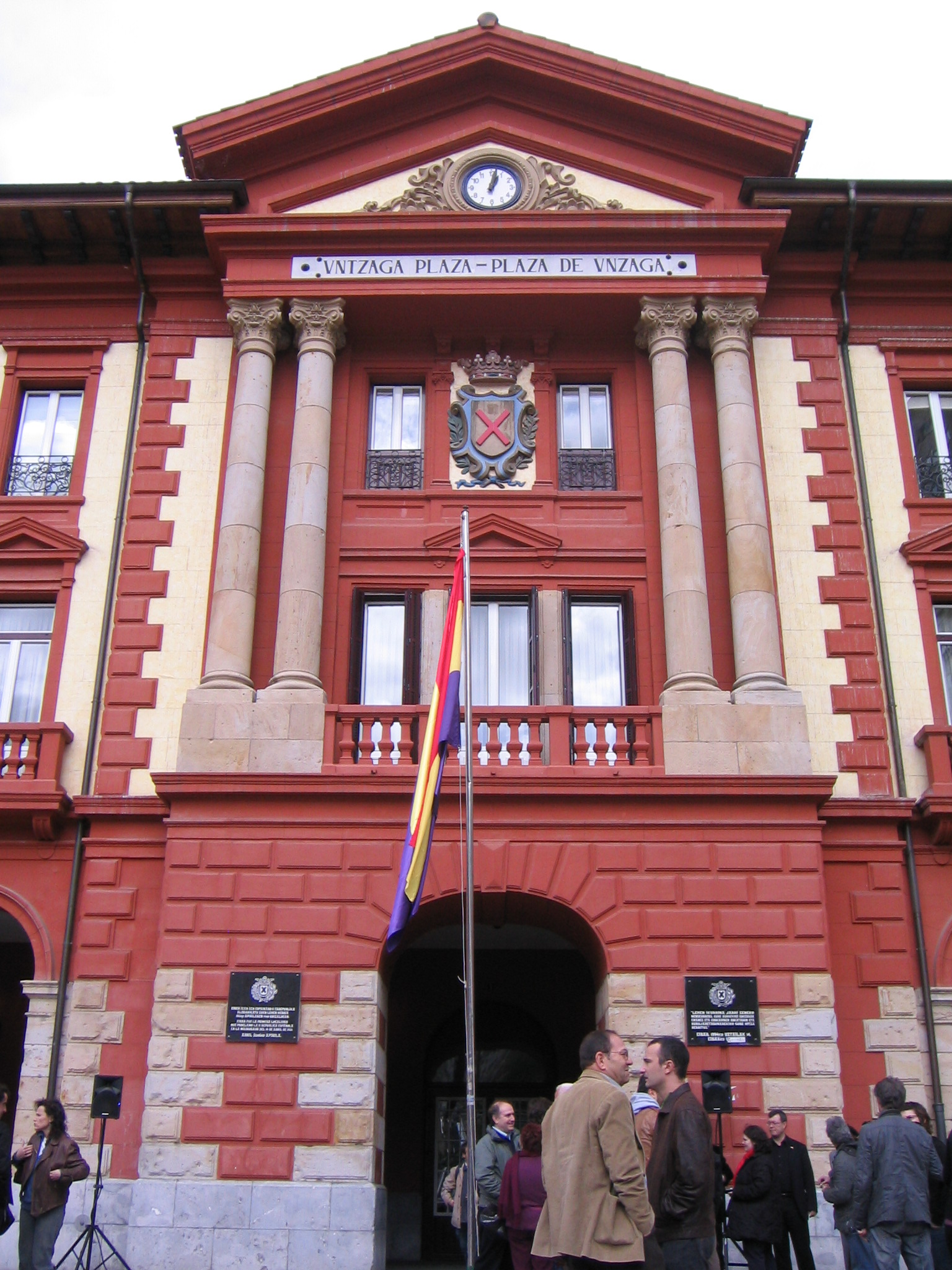
Fachada del Ayuntamiento de Éibar con la bandera republicana durante la conmemoración en 2008 del 77 aniversario de la proclamación de la República.

Éibar fue la primera ciudad en alzar la bandera tricolor (y allí permaneció), la madrugada del martes 14 de abril de 1931, a las seis y media de la mañana. La corporación municipal, recién elegida en las elecciones del domingo (10 concejales socialistas, 8 republicanos y 1 del PNV), proclamó en la Segunda República. La bandera tricolor fue izada por el concejal más joven de la recién elegida corporación, Mateo Careaga, que era miembro del Grupo de Acción Republicana. Este hecho suponía una profunda transformación de la distribución del poder, ya que por primera vez accedieron a él las clases medias y los trabajadores. Cuando se confirmó la proclamación en Barcelona, el pueblo se concentró frente al ayuntamiento, para retirar la placa con el nombre de plaza de Alfonso XIII y colocar la nueva placa de plaza de la República, improvisada en cartón.
El escritor eibarrés Toribio Echeverría redacta, en su libro Viaje por el país de los recuerdos la proclamación de la Segunda República en Éibar de esta forma:

...y antes de las seis de la mañana habíase congregado el pueblo en la plaza que se iba a llamar de la República, y los concejales electos del domingo, por su parte, habiéndose presentado en la Casa Consistorial con la intención de hacer valer su investidura desde aquel instante, se constituyeron en sesión solemne, acordando por unanimidad proclamar la República. Acto seguido fue izada la bandera tricolor en el balcón central del ayuntamiento, y Juan de los Toyos dio cuenta desde él al pueblo congregado, que a partir de aquella hora los españoles estábamos viviendo en República.

### La proclamación de la República en Valencia
Tras Éibar, a lo largo del martes 14 de abril se proclamó la República desde los balcones de los ayuntamientos de las principales ciudades ocupados por los nuevos concejales. Un ejemplo de lo que ocurrió aquel día lo constituyó Valencia.
A lo largo de la mañana del 14 de abril las calles de la ciudad se fueron llenando de gente que celebraba el triunfo de la candidatura republicana-socialista, llamada Alianza Antidinástica, que estaba liderada por el blasquista Partido de Unión Republicana Autonomista (PURA) cuyo máximo dirigente era Sigfrido Blasco-Ibáñez, hijo del fundador del partido, el conocido político y escritor Vicente Blasco Ibañez, que había fallecido tres años antes. Los otros partidos que integraban la Alianza Antidinástica, que había obtenido 36 738 votos y 32 concejales (frente a los 12 420 votos y 18 concejales de los monárquicos), eran el PSOE, la Derecha Liberal Republicana, el Partido Reformista, y el partido valencianista Agrupación Valencianista Republicana. Una novedad que se apreciaba aquella mañana era que, a diferencia del día anterior, en que la Guardia Civil había disuelto a los manifestantes que gritaban «¡Visca la República!», causando varios heridos, ahora se limitaba a mirar sin intervenir. Los partidos de la Alianza Antidinástica, que formaron una Junta Provisional Republicana, repartieron octavillas anunciando que la República era ya un «hecho definitivo» y pidiendo que si el Ejército aparecía en las calles se le vitoreara, porque «ya no es la milicia de pretor, es el Ejército de la Nación y merece todos los respetos».
A las cuatro de la tarde la multitud se concentró frente a la sede del diario del PURA El Pueblo, en la calle Don Juan de Austria, donde se encontraban reunidos los concejales republicanos electos y la Junta Provisional Republicana, esperando noticias de Madrid. A continuación, la Junta Provisional Republicana y los concejales electos encabezados por Sigfrido Blasco-Ibánez se dirigieron hacia el ayuntamiento para tomar posesión del gobierno de la ciudad. Allí, Sigfrido Blasco-Ibáñez proclamó la República ante la multitud que se congregaba en la plaza de Castelar, y eran izadas la señera y la bandera republicana. Después se formó una manifestación encabezada por la Junta Provisional Republicana que se dirigió, primero, a la sede del Gobierno Civil y, después, a la Capitanía General, para pedir que fuera izada la bandera republicana en los dos edificios, a lo que tanto el gobernador civil, Luis Amado, como el capitán general, Eladio Pin Ruano, se negaron, mientras no recibieran órdenes de Madrid. Durante esa tarde, las funciones de los teatros y de los cines fueron interrumpidas para oír la [La Marsellesa]] y el Himno Regional Valenciano, y algunos grupos se dedicaron a pintar de morado las banderas de los estancos y las que señalaban las paradas de los tranvías.
A las nueve de la noche, los concejales y los dirigentes de los partidos de la Alianza Antidinástica se reunieron en el ayuntamiento (invadido por la multitud que llenaba las escaleras, los vestíbulos y los salones, y que también abarrotaba la plaza de Castelar) y allí eligieron como alcalde provisional de la ciudad a Vicente Marco Miranda. Asimismo, se redactó un bando “Al poble valencià” en el que se decía: “La República ha estat implantada per la via legal, donant al món un exemple únic en la Història. Que la seua defensa i consolidació siguen també exemplars” (“La República ha sido implantada por la vía legal, dando al mundo un ejemplo único en la Historia. Que su defensa y consolidación sean también ejemplares”). Cuando estaban reunidos se recibió un telegrama de salutación de Francesc Macià (el líder de Esquerra Republicana de Cataluña, que acababa de proclamar la “República Catalana” en Barcelona) dirigido al “poble valencià, unit a Catalunya per gloriosos vincles històrics de sang i de llengua” (“unido a Cataluña por gloriosos vínculos históricos de sangre y de lengua”). La respuesta del nuevo alcalde Marco Miranda fue: “València correspon salutació Catalunya admirable en un abras de germanor, cridant visca el poble català, visca Espanya republicana” (“Valencia corresponde saludo Cataluña admirable con un abrazo de hermandad, gritando viva el pueblo catalán, viva España republicana”). El día siguiente, 15 de abril, fue declarado festivo, y por la tarde hubo un desfile militar encabezado por el propio capitán general que, delante del ayuntamiento, rindió homenaje a la nueva bandera.

### La proclamación de la "República Catalana" en Barcelona
Alrededor de la una y media de la tarde del 14 de abril, Lluís Companys, uno de los líderes de Esquerra Republicana de Cataluña, que había obtenido una resonante victoria en las elecciones municipales del 12 de abril (en Barcelona 25 concejales, frente a los 12 de la Lliga Regionalista y a otros 12 de la candidatura republicana-socialista), salió al balcón del Ayuntamiento de Barcelona, en la plaza de San Jaime, que en esos momentos no estaba muy concurrida, para proclamar la República e izar la bandera republicana.

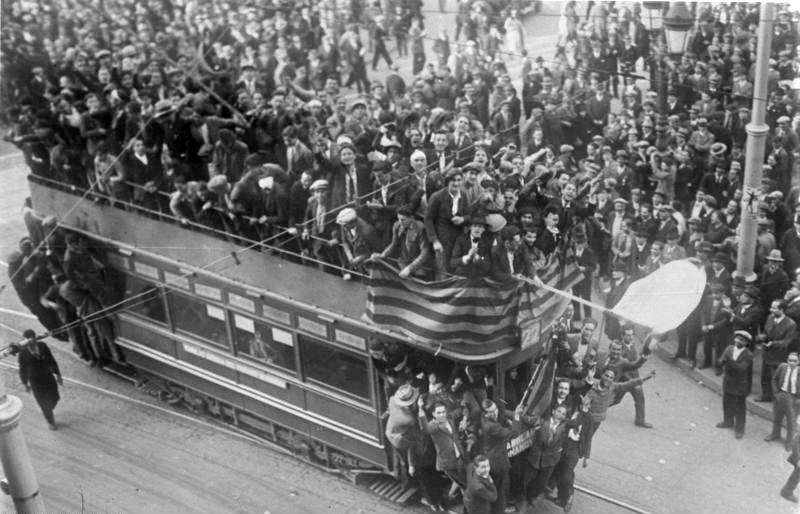
Proclamación de la República en Barcelona.

Alrededor de una hora después y desde el mismo balcón, donde ya ondeaba también la señera catalana, el líder de Esquerra Francesc Macià se dirigió a la multitud concentrada en la plaza y proclamó, en nombre del pueblo de Cataluña, "L'Estat Català, que amb tota la cordialitat procurarem integrar a la Federació de Repúbliques Ibèriques". A media tarde Macià de nuevo se dirigía a la multitud pero esta vez desde el balcón de la Diputación de Barcelona, situado enfrente del Ayuntamiento en la misma plaza de San Jaime, para comunicarles que había tomado posesión del gobierno de Cataluña, afirmando a continuación que "d'aquí no ens trauran sino morts" ("de aquí no nos sacarán sino muertos"). A continuación firmó un manifiesto en el palacio de la Diputación en que proclamaba de nuevo el "Estat Català" bajo la forma de "una República Catalana", que pedía a los otros "pueblos de España" su colaboración para crear una "Confederació de Pobles Ibèrics".
Una tercera declaración de Macià, por escrito como la segunda, se produjo a última hora de la tarde, cuando se supo que la República había sido proclamada en Madrid y el rey Alfonso XIII abandonaba el país, en la que, después de hacer referencia al "Pacto de San Sebastián", se proclamó "La República Catalana com Estat integrant de la Federació Ibèrica". "En realidad, la actuación de Macià no iba encaminada a una ruptura con España, proclamando la independencia, sino a provocar desde una situación de fuerza el cumplimiento de lo acordado en San Sebastián, la concesión inmediata de una amplia autonomía, que quería federal".
La proclamación de la "República Catalana", diferenciada de la República Española, será el problema más urgente que tendrá que resolver el "Gobierno Provisional". (Tres días después varios ministros del Gobierno Provisional republicano viajaron rápidamente de Madrid a Barcelona para persuadir a Macià de que abandonara su idea y se mostrara favorable a la adopción de un estatuto de autonomía promulgado por las Cortes, a lo que accedió).

### Madrid: proclamación de la República y caída de la Monarquía

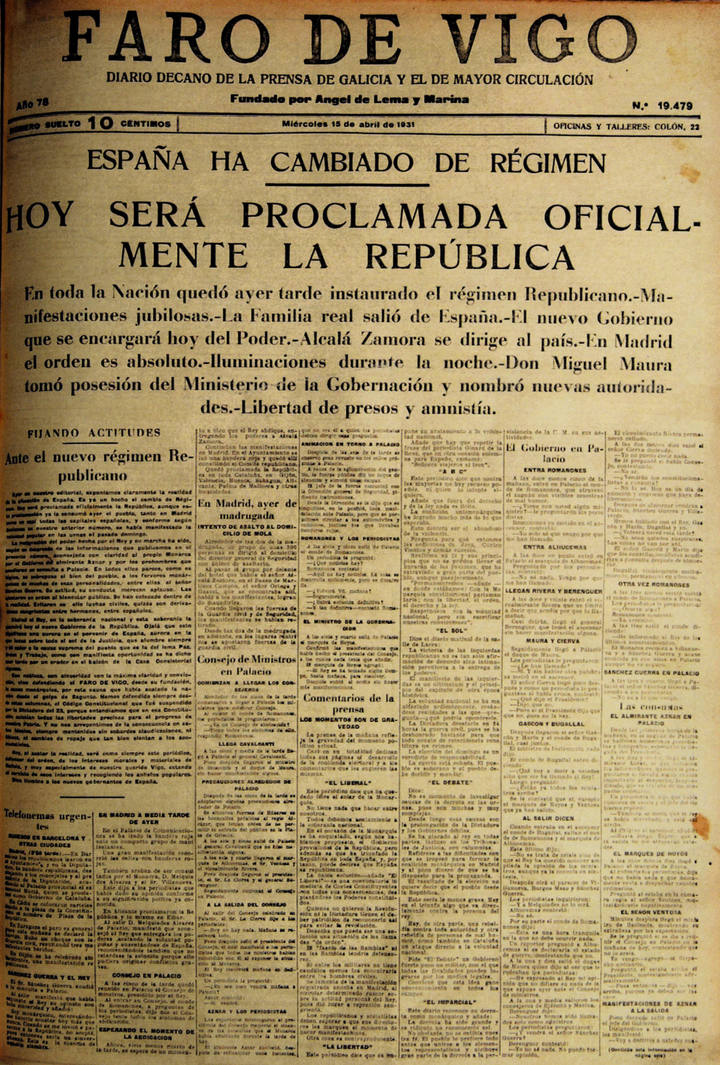
15 de abril de 1931, proclamación de la república en el Faro de Vigo.

A primeras horas de la mañana del 14 de abril el general Sanjurjo, director de la Guardia Civil se dirige a la casa de Miguel Maura donde se encuentran reunidos los miembros del "comité revolucionario" que no estaban exiliados en Francia, ni escondidos: Niceto Alcalá-Zamora, Francisco Largo Caballero, Fernando de los Ríos, Santiago Casares Quiroga, y Álvaro de Albornoz. Nada más entrar en la casa el general Sanjurjo se cuadra ante Maura y le dice: «A las órdenes de usted señor ministro». Inmediatamente avisan a Manuel Azaña y a Alejandro Lerroux, que se hallaban escondidos en Madrid desde hacía meses, para que acudan a casa de Maura (los cuatro miembros del "comité" que se hallaban en Francia, Diego Martínez Barrio, Indalecio Prieto, Marcelino Domingo y Nicolau d'Olwer, iniciarán enseguida su vuelta).
Por su parte el rey Alfonso XIII hacia las once de la mañana le pide al conde de Romanones, viejo conocido de Niceto Alcalá Zamora —este había sido secretario del conde—, que se ponga en contacto con él «para convenir los detalles del tránsito de un régimen a otro, y además para revisar lo referente a mi viaje y al de toda mi familia». A la una y media del mediodía tiene lugar la entrevista en casa del doctor Gregorio Marañón, que había sido médico del rey y que ahora apoyaba la causa republicana. El conde de Romanones le propone a Alcalá-Zamora, presidente del «comité revolucionario», crear una especie de gobierno de transición o incluso la abdicación del rey en favor del Príncipe de Asturias. Pero Alcalá-Zamora se muestra inflexible. Según el conde de Romanones este le dijo (cursiva en el original): «La verdad se impone: la batalla está perdida para la Monarquía. No queda otro camino que la inmediata salida del rey renunciando al Trono. Lo que a usted le importa es que determinemos los detalles de su viaje y el de toda la familia real. Es preciso que esta misma tarde, antes de ponerse el sol, emprendan el viaje». En caso contrario, «no respondía de la vida de los Reyes [...] pues el ánimo de la muchedumbre se exacerbaba por momentos». Como argumento definitivo Alcalá Zamora le dijo (cursiva en el original): «Poco antes de acudir al llamamiento de usted, he recibido la adhesión del general Sanjurjo, jefe de la Guardia Civil». «Al oírle, me demudé. Ya no hablé más; la batalla estaba irremisiblemente perdida», escribió Romanones poco después. Según otras versiones la respuesta de Alcalá Zamora aún fue más contundente: «Si antes del anochecer no se ha proclamado la república, la violencia del pueblo puede provocar la catástrofe». El conde volvió a Palacio a informar al rey y Alcalá-Zamora se fue a casa de Maura, donde conoció con el resto de miembros del «comité revolucionario» la proclamación del "Estat Català" que había hecho Macià en Barcelona.
Cuando hacia las doce y media el conde de Romanones se marchaba de Palacio para cumplir el encargo del rey se encontró con los ministros Bugallal y La Cierva que esperaban ser recibidos por el monarca para que le encargara al segundo la formación de un nuevo gobierno. Se quedaron perplejos cuando Romanones les dijo: «Esto se ha concluido. El Rey ha decidido marcharse». Cuando por fin fueron recibidos por Alfonso XIII se produjo una violenta conversación entre el rey y La Cierva, pues este insistió en que no podía ni debía abandonar el país, pero no lo convenció. La reunión del Gobierno presidido por el rey tuvo lugar por la tarde y fue de puro trámite. Durante la misma el conde de Romanones recibió un mensaje de un ayudante del rey que decía: «El señor Alcalá Zamora acaba de anunciar que si antes de las siete de la tarde no se entrega el poder a la República, no responde de nada de lo que ha ofrecido». La Cierva hizo un último intento de incitar a la resistencia pero el propio monarca y los ministros militares le respondieron que sería «peligroso» e «inútil» pedir al Ejército que interviniera. El rey leyó el mensaje, redactado por Gabriel Maura, que pensaba dirigir a la nación y se despidió de los ministros anunciando su salida para Cartagena.
El diario vespertino La Nación, órgano de la primorriverista Unión Monárquica Nacional (UMN), publicó una entrevista con su líder, el conde de Guadalhorce, en la que decía que se debía «guardar el orden a todo trance» y «apurar la vía legal» celebrando las dos siguientes elecciones previstas, las provinciales y las generales, «y lo de que ellas resulte debe ser acatado por unos y otros». Terminaba haciendo un llamamiento a todos los monárquicos para «ayudar al rey, prestándole toda clase de apoyos». De hecho los dirigentes de la UMN —todos ellos, como el propio conde de Guadalhorce, José Calvo Sotelo o José Yanguas Messía, exministros de la dictadura de Primo de Rivera— se habían reunido por la mañana para ofrecerse al Gobierno «para fortalecer su resistencia» y en cuanto conocieron la postura del ministro La Cierva la elogiaron y la apoyaron —resistencia a ultranza aunque hubiera víctimas, defendió Calvo Sotelo—. Por temor a que se les exigieran responsabilidades por su participación en la dictadura de Primo de Rivera, la mayoría de estos exministros abandonarían esa misma tarde Madrid con destino a Portugal en cuanto supieron que el rey Alfonso XIII había decidido expatriarse.
A primeras horas de la tarde, poco antes de que el Gobierno iniciara su última reunión, unos funcionarios socialistas izaron la bandera tricolor republicana en lo alto del edificio de Correos y Telégrafos de la plaza de la Cibeles. Corrió la noticia y una multitud se concentró en la plaza, para desde allí dirigirse por la calle de Alcalá hacia la Puerta del Sol, donde se encontraba el Ministerio de la Gobernación. Muchos portaban banderas republicanas y algunos retratos de los capitanes Fermín Galán y Ángel García Hernández, ejecutados por la sublevación de Jaca. Un grupo derribó la estatua de la reina Isabel II de su pedestal y la arrastró hasta el convento de las Arrepentidas. Otra muchedumbre se congregó frente al palacio de Oriente, pero decenas de jóvenes con brazaletes rojos, la mayoría de ellos obreros socialistas, formaron un cordón uniendo sus brazos para impedir que la gente se aproximara y allí estuvieron de guardia durante toda la noche.
Dámaso Berenguer, al enterarse de la abdicación de Alfonso XIII:

Poco después de las tres me comunicó el jefe de servicio en el Ministerio que por la radio acababan de decir que en Barcelona se había proclamado la República. (...) Hacia las cuatro me avisaron que el Presidente deseaba hablar conmigo por la línea directa del teléfono de mi despacho. Acudí a la llamada, y me dijo el almirante Aznar que me esperaba con urgencia en el Ministerio de la Gobernación, donde ya se encontraba él, para darme conocimiento de algo extraordinario e importantísimo. (...) Seguidamente salimos para el Ministerio de la Gobernación. En el trayecto (...) la efervescencia era general. Se formaban numerosos y nutridos grupos, y el movimiento de flujo hacia la Puerta del Sol era constante. (...) En el gran salón de retratos del Ministerio se encontraba el Presidente: Estaba solo. Al verme se dirigió a mi encuentro, dando muestras de gran emoción. En desordenadas palabras, que delataban su honda impresión, me dijo que Romanones había tenido aquella mañana una entrevista con el Comité revolucionario, en la que se había pactado la entrega del Poder para aquella tarde, a las seis. Que el conde había dado cuenta de todo al rey y que éste saldría de Madrid esa misma noche. (...) El presidente seguía emocionadísimo, sin dejar de moverse de un lado para otro del salón, retorciéndose las manos. En algunos momentos, con gesto de desesperación, no podía reprimir las lágrimas. Sobre todo al asomarse a los cristales del balcón y ver el bullicio y oír los gritos de la Puerta del Sol, cada vez más rebosante de gente.
Dámaso Berenguer, De la Dictadura a la República, (1946)

Enterados de lo que estaba ocurriendo, los miembros del «comité revolucionario» se dirigieron a la Puerta del Sol. Cuando llegaron Miguel Maura llamó al portalón del Ministerio y gritó: «Señores, paso al Gobierno de la República». Los guardias civiles de la entrada se cuadraron y presentaron armas. A continuación el comité revolucionario se constituyó en "Gobierno Provisional" de la República y designó a Niceto Alcalá-Zamora como su presidente. Eran las ocho de la tarde del 14 de abril. A esa misma hora el rey se despedía de los nobles y grandes de España que habían acudido al Palacio de Oriente y abandonaba Madrid en coche en dirección a Cartagena, donde hacia las cuatro de la madrugada embarcaba en el crucero Príncipe de Asturias rumbo a Marsella. Pocas horas después la reina y el resto de la familia real abandonaron Madrid en tren en dirección a la frontera con Francia.
El día 16 de abril se hizo público el siguiente manifiesto, redactado por el Gabriel Maura Gamazo, hermano del líder republicano Miguel Maura, y que el día 17 solo publicó el diario ABC, en portada, acompañado de una "Nota del Gobierno acerca del mensaje":

Las elecciones celebradas el domingo me revelan claramente que no tengo hoy el amor de mi pueblo. Mi conciencia me dice que ese desvío no será definitivo, porque procuré siempre servir a España, puesto el único afán en el interés público hasta en las más críticas coyunturas. Un rey puede equivocarse, y sin duda erré yo alguna vez; pero sé bien que nuestra patria se mostró en todo tiempo generosa ante las culpas sin malicia. 

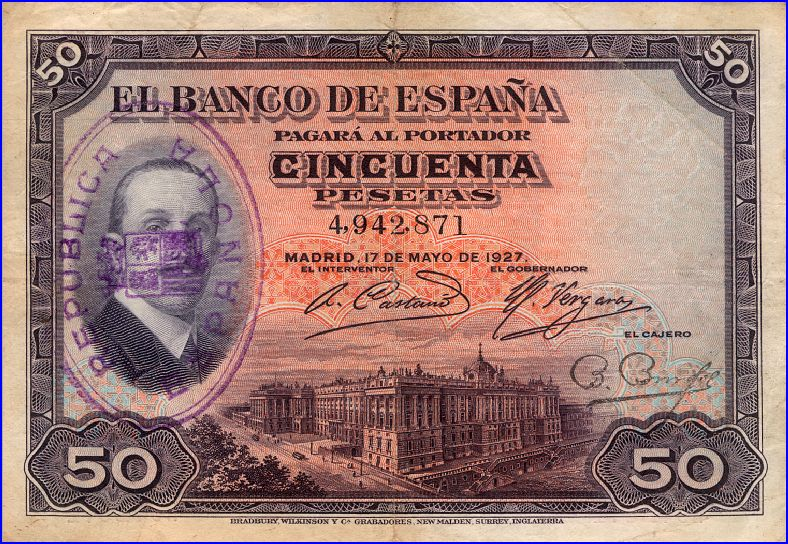
Billete de 50 pesetas con la efigie del rey Alfonso XIII sobre la cual se ha estampado un sello de la República Española.

Soy el rey de todos los españoles, y también un español. Hallaría medios sobrados para mantener mis regias prerrogativas, en eficaz forcejeo con quienes las combaten. Pero, resueltamente, quiero apartarme de cuanto sea lanzar a un compatriota contra otro en fratricida guerra civil. No renuncio a ninguno de mis derechos, porque más que míos son depósito acumulado por la Historia, de cuya custodia ha de pedirme un día cuenta rigurosa. 

Espero a conocer la auténtica y adecuada expresión de la conciencia colectiva, y mientras habla la nación suspendo deliberadamente el ejercicio del Poder Real y me aparto de España, reconociéndola así como única señora de sus destinos. 

También ahora creo cumplir el deber que me dicta mi amor a la Patria. Pido a Dios que tan hondo como yo lo sientan y lo cumplan los demás españoles.

Hay un párrafo del mensaje del rey que, según Carmelo Romero Salvador, «distaba mucho de corresponderse a la realidad». Se refiere al que dice «Hallaría medios sobrados para mantener mis regias prerrogativas, en eficaz forcejeo con quienes las combaten. Pero, resueltamente, quiero apartarme de cuanto sea lanzar a un compatriota contra otro en fratricida guerra civil». Para Romero Salvador, «reciente el final de la dictadura militar, tras perder Primo de Rivera los apoyos de los capitanes generales, y acrecentadas a lo largo de los 15 meses siguientes las críticas a la Dictadura, a la que muchos monárquicos consideraban culpable de la debacle electoral y de la mayoritaria animadversión hacia el monarca, cualquier intento de solución de fuerza hubiera encontrado no solo el rechazo de todos los antidinásticos, sino también de la mayoría de los monárquicos, comenzando por los constitucionalistas y continuando por los reformistas, los liberales y la Lliga. Esto no solo lo sabía el rey, también lógicamente, los propios mandos del ejército y de la Guardia Civil. [...] Si el director de la Guardia Civil no garantizaba la obediencia y el respaldo de sus subordinados, tampoco el ministro de la Guerra los del Ejército».
Por otro lado, Romero Salvador ha destacado que un párrafo del texto original, redactado por Gabriel Maura, fue suprimido por decisión expresa del monarca. En él se decía: «encargo a un Gobierno que la consulte [a la nación] convocando Cortes constituyentes». Así pues, comenta Romero Salvador, el rey reconocía que esa tarea le correspondía al Gobierno Provisional de la Segunda República Española porque como se decía en el inicio del mensaje: «Las elecciones celebradas el domingo me revelan claramente que no tengo hoy el amor de mi pueblo» (cursivo de Romero Salvador).
Alfonso XIII abandonó el país sin abdicar formalmente y se trasladó desde Marsella a París donde declaró: «La República es una tormenta que pasará rápidamente». Posteriormente fijaría su residencia en Roma. En enero de 1941 abdicó en favor de su tercer hijo, Juan. Falleció el 28 de febrero del mismo año.
Cuando se conoció en Madrid que el rey había abandonado la capital comenzó a cantarse por las calles y plazas la siguiente coplilla:

Que no se ha marchau,
que lo hemos echau.
Que no se ha ido,
que lo hemos barrido.

## La "fiesta popular revolucionaria"
La República no había llegado por efecto de una conspiración de élites políticas apoyada por un pronunciamiento militar seguido de una sublevación popular (como en la "Revolución Gloriosa" de 1868), ni como consecuencia de un vacío de poder provocado por la abdicación del rey (como en febrero de 1873 cuando se proclamó la Primera República). En abril de 1931 el rey se había marchado empujado por 

una fiesta popular revolucionaria, iniciada en Eibar en las primeras horas de la mañana del día 14 de abril de 1931 y perceptible en Madrid -como en tantas otras ciudades- cuando el jornalero de los extrarradios, el artesano y el obrero de los barrios bajos, las obreras del textil o de las nuevas industrias químicas, el estudiante, el profesional y el intelectual de los ensanches se den cita a primeras horas de la tarde en la Puerta del Sol para celebrar el resultado de las elecciones municipales del día 12 y proclamar festivamente la República. Fue, en fin, esa movilización la que dio su primer carácter al republicanismo, un sentimiento sin raíces profundas en la sociedad, tan amplio como difuso, emotivo, nada estructurado, sin partidos, casi sin afiliados; un republicanismo que había avanzado, incontenible por los cafés, las salas de conferencias, las calles, en las conciencias y en los corazones, sin que al mismo tiempo progresara en organización y en definición programática.

Así pues, como ha recordado Julián Casanova:

La República no fue la conquista de un movimiento republicano con raíces sociales profundas, sino el resultado de una movilización popular contra la Monarquía, que recogió los frutos en el momento en que a la Monarquía le fallaron todos sus apoyos sociales e institucionales.